# Zero Engineering
Zero Engineering war ein britischer Hersteller von Automobilen.

## Unternehmensgeschichte
Pete Magatti, der eine Verbindung zum Fiat Recycling Centre hatte, gründete 1995 das Unternehmen im Londoner Stadtteil South Norwood. Er begann mit der Produktion von Automobilen und Kits. Der Markenname lautete Zero. 2004 endete die Produktion.

## Fahrzeuge
Im Angebot stand nur ein Modell, das von Car Craft Engineering übernommen wurde. Die Basis bildete ein Stahlrohrrahmen. Darauf wurde eine offene Karosserie montiert, die überwiegend aus Paneelen aus Aluminium bestand. Die Front und die Kotflügel waren aus Fiberglas. Der Zweizylindermotor kam vom Fiat 126 und war im Heck montiert.
Insgesamt entstanden etwa 22 Exemplare dieses Modells.